# Fulenn
Chansons représentant la France au Concours Eurovision de la chanson
Voilà
(2021) Évidemment
(2023)
Fulenn (« Étincelle » ou « Jeune fille » en français) est une chanson bretonne interprétée en breton sur une musique électro par le groupe Alvan & Ahez, écrite par Marine Lavigne et composée par Alexis Morvan-Rosius en 2021.
Elle est sélectionnée pour représenter la France au Concours Eurovision de la chanson 2022, à l'issue de l'émission Eurovision France, c'est vous qui décidez !, diffusée le 5 mars 2022. Elle se classera finalement avant-dernière (24e) du concours.

## Histoire

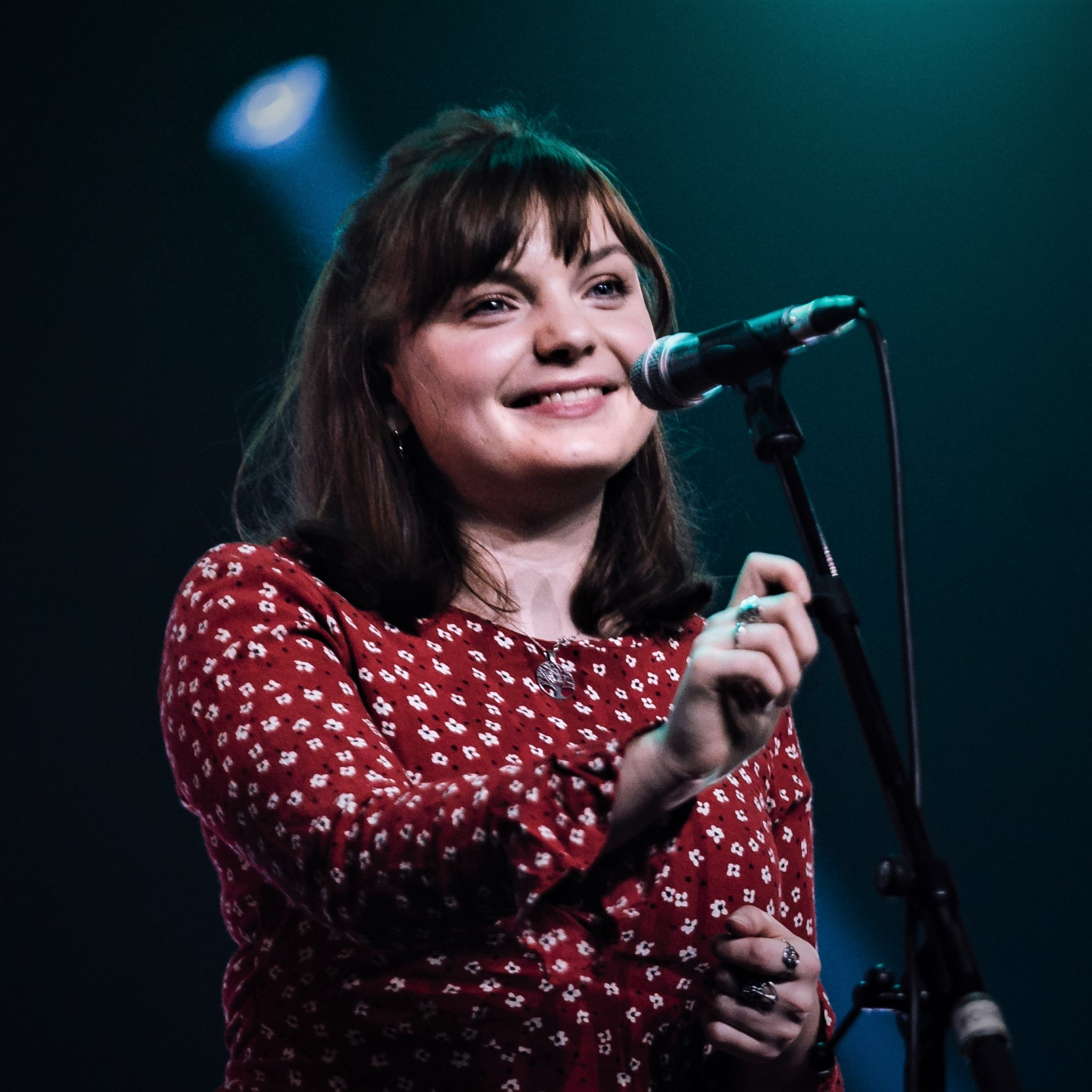
Marine Lavigne est l'autrice des paroles en breton.

La chanson naît de la rencontre d'Ahez, un trio féminin chantant en breton et d'Alvan, un artiste électro rennais durant l'été 2021. Le mot breton fulenn signifie à la fois « étincelle » et « jolie fille ». C’est un mot parfois perçu comme péjoratif et sexiste pour qualifier des femmes de « fille légère ».
Les paroles se veulent féministes et défendent l’émancipation des femmes. L'histoire s’inspire d’une légende bretonne, Katel Kollet, qui serait née près de Landerneau dans le pays de Léon (Finistère). La gwerz raconte l’histoire d'une jeune et belle fille, « Catherine la Perdue », qui s’émancipe du regard des autres en allant danser la nuit tombée à la lumière d’un feu de joie en forêt, plutôt que de songer au mariage comme le souhaite sa famille, « en envoyant valser les regards médisants ». Mais un jour, Katel Kollet fait la rencontre d'un mystérieux jeune homme qui se trouve être le diable et qui l'entraîne dans une gigue infernale.

### Sélection à l'Eurovision France
Début février 2022, les douze chansons sélectionnées parmi 3 000 propositions sont présentées au public par la production de l'Eurovision France et France Télévisions. Le single sort le 18 février 2022.
Alvan & Ahez, avec cette chanson, font partie des douze participants à l'émission Eurovision France, c'est vous qui décidez !, diffusée le 5 mars 2022, destinée à choisir le représentant de la France au Concours Eurovision de la chanson 2022.
Avec 222 points amassés au cours de la soirée, ils emportent cette pré-sélection et représenteront donc la France au Concours Eurovision de la chanson 2022. Elle est la seconde chanson en langue bretonne à représenter la France à l'Eurovision, après Diwanit Bugale de Dan Ar Braz et l'Héritage des Celtes en 1996.
Avec cette chanson, la France sera finalement classée à la 24e place, soit avant-dernière du concours de l'Eurovision 2022.
Les mois qui suivent l'Eurovision, Fulenn cumule 12 millions de vues sur YouTube et 9 millions d’écoutes sur Spotify.